# Georg Britting
Georg Josef Britting (ur. 17 lutego 1891 w Ratyzbonie, zm. 27 kwietnia 1964 w Monachium) – niemiecki poeta, autor opowiadań i powieściopisarz. Pochodził z rodziny urzędniczej. Po ukończeniu studiów jako ochotnik zaciągnął się do wojska i walczył na froncie I wojny światowej w stopniu oficerskim.
Od 1920 r. mieszkał w Monachium gdzie poświęcił się wyłącznie pracy twórczej. Spod jego pióra między innymi wyszły:
- Nowela Der verlachte Hiob (pol. Wyśmiany Hiob) – 1921 r.
- Powieść Lebenslauf eines dicken Mannes, der Hamlet hiess (pol. Żywot męża opasłego zwanego Hamletem) – 1932 r.
- Opowiadanie Das treue Eheweib (pol. Wierna żona) – 1933 r.
- Opowiadanie Die kleine Welt am Strom (pol. Mały świat nad rzeką) – 1933 r.
- Wiersz Der irdische Tag (pol. Ziemski dzień) – 1935 r.
- Wiersz Rabe, Ross und Hahn (pol. Kruk, rumak i kogut) – 1939 r.
- Wiersz Lob des Weines (pol. Pochwała wina) – 1942 r.

Wiersze Brittinga doczekały się uznania w III Rzeszy, mimo iż jego twórczość była rozpatrywana w kategoriach tzw. Heimatliteratur.
Został pochowany na Cmentarzu Północnym w Monachium.